# Svartvingad drillfågel
Svartvingad drillfågel (Lalage melaschistos) är en asiatisk fågel i familjen gråfåglar inom ordningen tättingar.

## Utseende
Svartvingad drillfågel är en 19,5-24 cm lång mörk gråfågel med relativt lång och kilformad stjärt. Hanen är skiffergrå med svarta vingar och tydliga vita spetsar på stjärtfjädrarna. Honan är blekare grå med svagt bandad undersida.

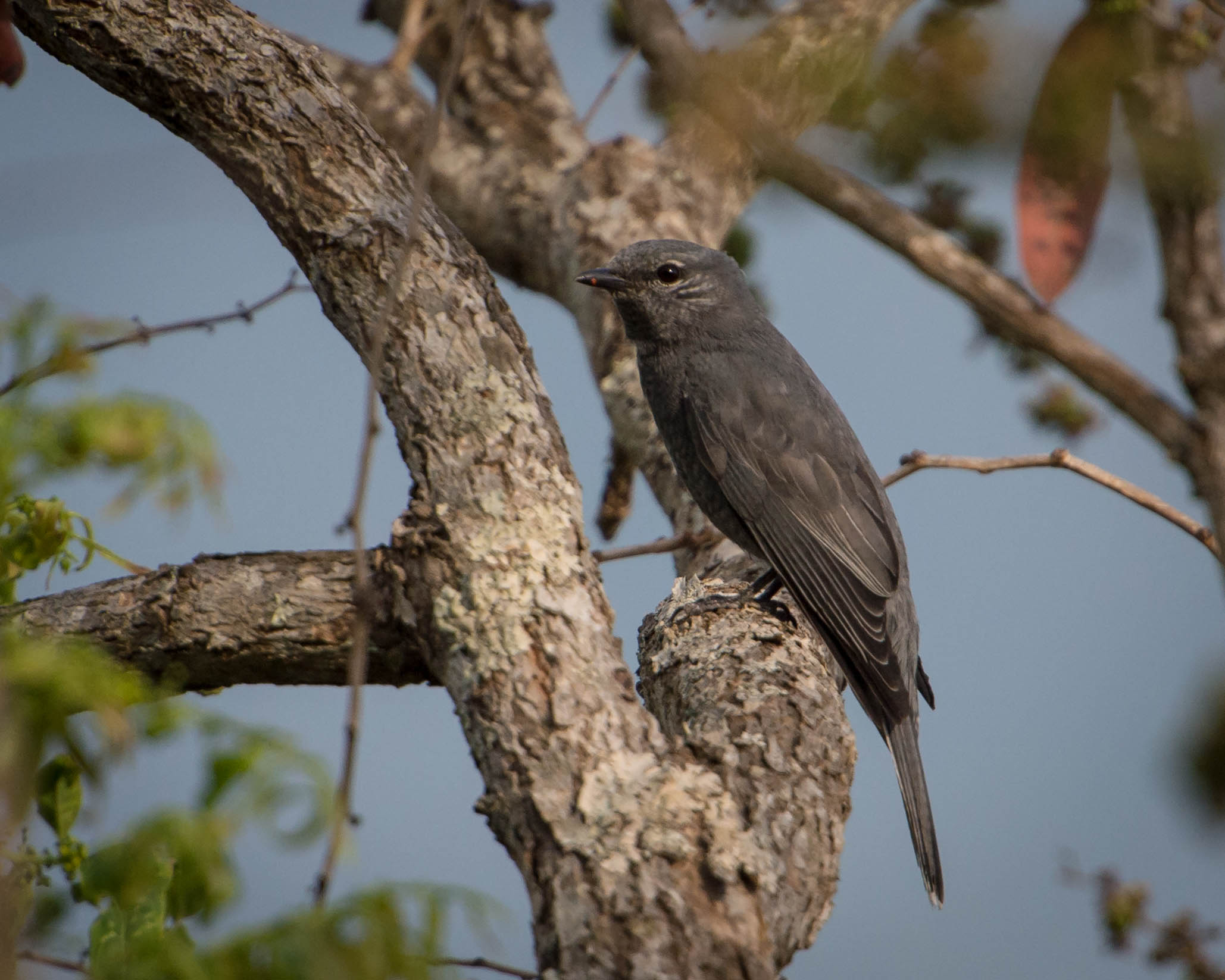
Hona.

## Utbredning och systematik
Svartvingad drillfågel delas in i fyra underarter med följande utbredning:
- Lalage melaschistos melaschistos – norra Pakistan, Himalaya och nordöstra indiska subkontinenten
- Lalage melaschistos avensis – västra Kina till centrala och södra Myanmar, norra Thailand och norra Vietnam
- Lalage melaschistos intermedia – centrala och södra Kina och Taiwan, flyttar till Indokina
- Lalage melaschistos saturata – norra Vietnam och Hainan, flyttar till Indokina

### Släktestillhörighet
Tidigare placerades arten i släktet Coracina, men genetiska studier visar att det släktet är parafyletiskt iförhållande till Lalage och Campephaga. Detta har lett till taxonomiska förändringar, bland annat genom att en handfull arter flyttats till Lalage.

## Levnadssätt
Svartvingad gråfågel förekommer i öppen skog och skogslundar. Den livnär sig av insekter, framför allt fjärilslarver, men också skalbaggar och halvvingar. Den intar även bär. Fågeln häckar mellan april och juli. Den bygger ett mycket litet skålformat bo av kvistar, rötter, bark, lavar och spindelväv som placeras tre till åtta meter ovan mark.

## Status och hot
Arten har ett stort utbredningsområde och en stor population med stabil utveckling och tros inte vara utsatt för något substantiellt hot. Utifrån dessa kriterier kategoriserar internationella naturvårdsunionen IUCN arten som livskraftig (LC). Världspopulationen har inte uppskattats men den beskrivs som mycket sällsynt och lokal i Pakistan, frekvent förekommande i Nepal, lokalt ganska vanlig i Indien, vanlig i Bhutan, ganska vanlig i Sydostasien och vanlig till lokalt vanlig i Kina.